# Horst Gienke

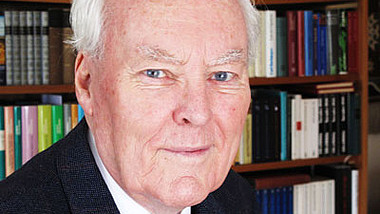
Horst Gienke (2014)

Signum Horst Gienkes

Horst Gienke (* 18. April 1930 in Schwerin; † 26. Februar 2021 in Demmin) war von 1972 bis 1989 Bischof der Evangelischen Landeskirche Greifswald und von 1973 bis 1976 und 1987 bis 1989 Vorsitzender des Rates der Evangelischen Kirche der Union (EKU) in der DDR. Nach seinem Rücktritt 1989 aufgrund eines Misstrauensvotums der Landessynode wurde bekannt, dass Gienke als inoffizieller Mitarbeiter der DDR-Staatssicherheit registriert war.

## Leben
Horst Gienke wurde als Sohn eines Beamten geboren. Nach dem Abitur an der Goethe-Oberschule in Schwerin studierte er von 1948 bis 1953 in Rostock evangelische Theologie. Danach war er Gemeindepfarrer in Blankenhagen bei Ribnitz und in Rostock. Von 1964 bis 1972 war Gienke Leiter des Predigerseminars der Evangelisch-Lutherischen Landeskirche Mecklenburgs in Schwerin.
1970 wurde er für das Amt des Bischofs der Mecklenburgischen Landeskirche vorgeschlagen, die Synode wählte jedoch Heinrich Rathke ins Bischofsamt. Am 1. Januar 1972 wurde er zum Landessuperintendenten von Schwerin berufen. Im März 1972 wurde Gienke als Nachfolger von Friedrich-Wilhelm Krummacher zum Bischof der damaligen „Evangelischen Landeskirche Greifswald“ gewählt (bis 1968 und ab 1990: Pommersche Evangelische Kirche). An Gienkes Amtseinführung nahm seitens des SED der damalige Staatssekretär für Kirchenfragen der DDR, Hans Seigewasser, teil. Gienke weihte 1977 als ersten Kirchen-Neubau in einem DDR-Neubaugebiet das St. Nikolai Gemeindezentrum in Stralsund-Knieper West ein – entstanden im ersten Kirchenbauprogramm in der DDR.

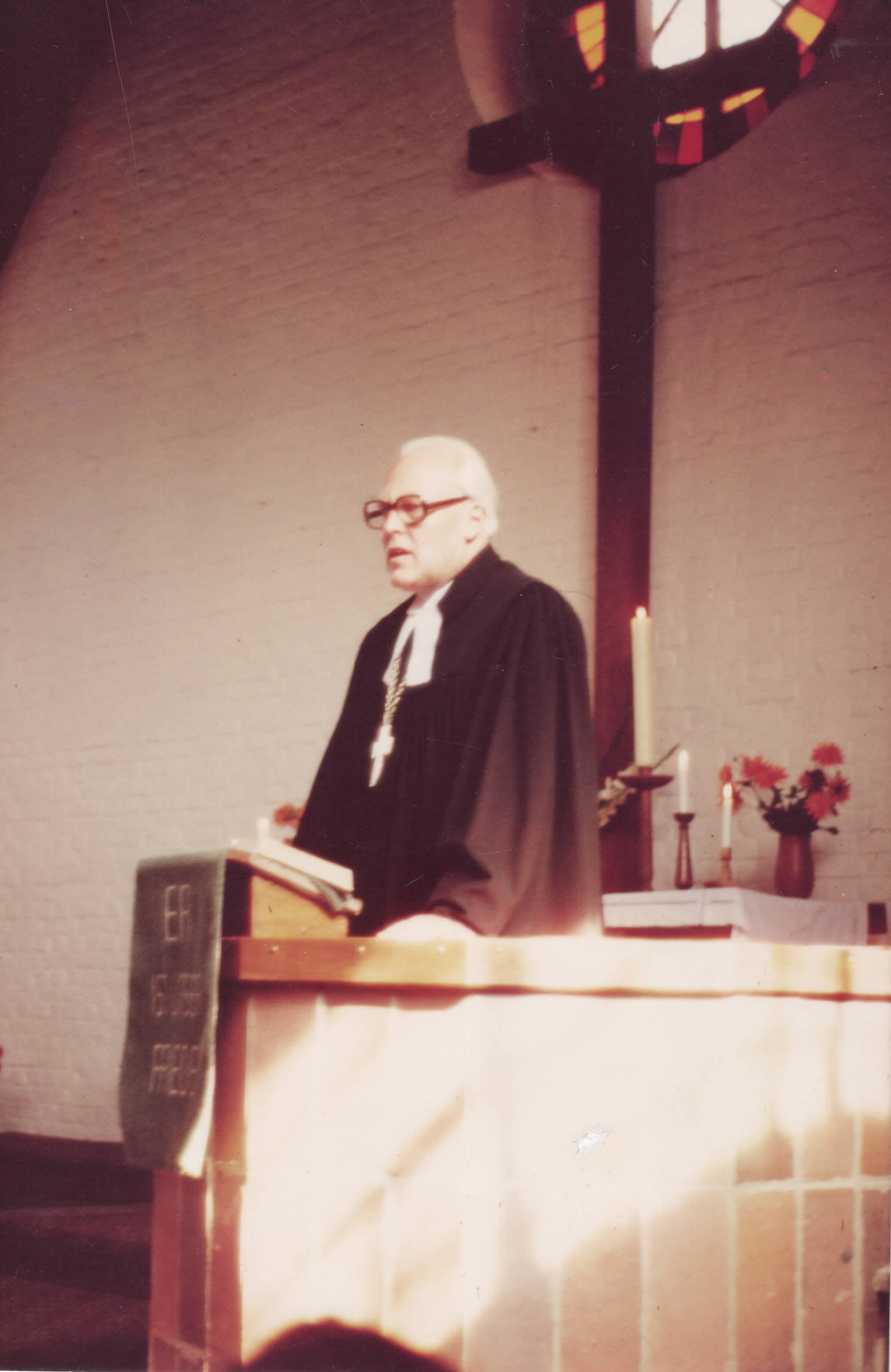
Landesbischof Gienke predigt 1981 in der Friedenskirche (Stralsund)

Von 1973 bis 1976 und 1987 bis 1989 war er Vorsitzender des Rates der Evangelischen Kirche der Union (EKU) in der DDR. 1980 wurde ihm die Ehrendoktorwürde der Sektion Theologie der Ernst-Moritz-Arndt-Universität Greifswald verliehen. Im November 1989 wurde Gienke, dessen autoritäres Amtsverständnis (dem Theologen Friedrich Wilhelm Graf zufolge vertrat Gienke schon bei seinem Amtsantritt als Bischof ein „autoritäres, katholisierendes Amtsverständnis“) sowie dessen SED-nahe Amtsführung zunehmend kritisiert worden waren, von der Landessynode zum Rücktritt aufgefordert und im Anschluss mit seiner Zustimmung in den vorläufigen Ruhestand versetzt. Im April 2010 würdigte die Pommersche Evangelische Kirche Gienke aus Anlass seines 80. Geburtstages mit einem Empfang im „Haus der Stille“ (auch: Friedrich-Wilhelm-Krummacher-Haus) in Weitenhagen bei Greifswald.
Gienke war verheiratet und hatte zwei Kinder.

## Rücktritt als Bischof
Am 11. Juni 1989 wurde in Greifswald in einem Festakt unter Anwesenheit von Erich Honecker der Dom St. Nikolai nach umfangreicher Sanierung wieder eingeweiht. Das Projekt wurde auf Initiative des Greifswalder Dompredigers Joachim Puttkammer in erheblichen Maße von der Krupp-Stiftung gefördert, da der Sachwalter der Stiftung Berthold Beitz in Greifswald aufgewachsen war, und so seine Verbundenheit mit der Stadt zum Ausdruck bringen wollte. Es war aber auch in Kirchenkreisen umstritten, weil für viele andere Kirchenbauten Geld fehlte. Besonders die von Gienke ohne Rücksprache mit Synode und Kirchenleitung erfolgte Einladung Honeckers stieß auf Ablehnung. Der Festgottesdienst mit Honecker und Beitz war einer der letzten größeren öffentlichen Auftritte Honeckers.
Als am 19. Juli 1989 ein Briefwechsel zwischen Gienke und Honecker im SED-Organ Neues Deutschland veröffentlicht wurde, in dem die Kirchenblätter wegen ihrer kritischen Berichterstattung über die Domeinweihung angegriffen wurden, geriet Gienke immer mehr unter Druck. Im September 1989 forderte schließlich der Greifswalder Pfarrkonvent die Mitglieder der Kirchenleitung schriftlich auf, dem Bischof das Misstrauen auszusprechen. Gleichzeitig wurde Gienke aufgefordert, sein Amt niederzulegen. Die Kirchenleitung stellte sich jedoch nach heftigen Kontroversen am 21. September 1989 hinter Gienke.
Die Landessynode folgte dieser Position auf ihrer anschließenden Herbsttagung nicht, sondern sprach Gienke am 5. November 1989 mit 32 zu 30 Stimmen das Misstrauen aus, da „seit längerer Zeit ein tiefgreifender, zunehmender Vertrauensschwund im Blick auf die Amtsführung des Bischofs“ eingetreten sei. Nach einer Bedenkzeit zog Gienke die Konsequenz und trat von seinem Amt zurück. Die Kirchenleitung versetzte Gienke daraufhin in den Ruhestand.

## Mitarbeiter des Ministeriums für Staatssicherheit
Nach Gienkes Rücktritt wurde bekannt, dass dieser vom Ministerium für Staatssicherheit (MfS) seit 1972 als IM (Inoffizieller Mitarbeiter) „Orion“ geführt worden war. In der Folgezeit wurden diese Berichte durch wissenschaftliche Untersuchungen bestätigt. Die Bezirksverwaltung Rostock des Ministeriums für Staatssicherheit hatte Gienke als IM unter der Nummer I/1066/72 registriert. Nach eigener Aussage hat Gienke bis 1989 insgesamt 37 vertrauliche Gespräche mit MfS-Offizieren geführt, in denen es um „grundsätzliche Fragen nach politischen Entscheidungen sowie dem inneren und wirtschaftlichen Gefüge des Staates“ gegangen sei. Diese Gespräche verstießen klar gegen den allgemeinen Konsens in den Landeskirchen der DDR, dass unabhängig von den konkreten Inhalten kirchlicherseits keinerlei Kontakte zum MfS unterhalten werden sollten.
Nachdem seine Identität als Inoffizieller Mitarbeiter des MfS aufgedeckt worden war, bestritt Gienke, sich bewusst als IM zur Verfügung gestellt zu haben, und stellte sich in seiner 1996 erschienenen Autobiographie als Opfer einer Diffamierungskampagne einer westdeutschen „Journaille“ dar, die seinen Ruf als Bischof ruinieren wolle, um damit „das Image der Kirche zu beschädigen“. Das genaue Ausmaß der Zusammenarbeit zwischen Gienke und der Staatssicherheit kann nicht geklärt werden, da die aus sechs Bänden bestehende Akte nicht im Bestand der BStU vorhanden ist. Nach Angaben der Bundesbeauftragten für die Stasi-Unterlagen wurde die Akte im Zuge der Wende am 4. Dezember 1989 vernichtet.
Artur Amthor, Gienkes damaliger Stasi-Gesprächspartner, erklärte, Gienke habe zwar Gespräche mit der Stasi geführt, jedoch nicht als IM gearbeitet. Amthor war von Dezember 1989 bis März 1990, also in dem Zeitraum, in dem die Akte des IM „Orion“ vernichtet wurde, als Bezirksleiter der Stasi-Nachfolgebehörde Amt für Nationale Sicherheit für die Vernichtung von Aktenbeständen der Stasi im Bezirk Rostock verantwortlich.

## Veröffentlichungen
- Von Bethlehem bis Jerusalem. Unterwegs im Land der Bibel. Evangelische Haupt-Bibelgesellschaft, Berlin / Altenburg 1990, ISBN 3-7461-0096-8.
- Dome, Dörfer, Dornenwege. Lebensbericht eines Altbischofs. Hinstorff, Rostock 1996, ISBN 3-356-00696-7.